# Oryzias celebensis
Oryzias celebensis é uma espécie de peixe da família Adrianichthyidae.
É endémica da Indonésia.